# 小行星1641
小行星1641（1641 Tana）是一颗围绕太阳公转的小行星。1935年7月25日，西里爾·傑克遜在约翰内斯堡发现了此天体。
該小行星以肯亞的塔納河命名。
这颗小行星的绝对星等为359.88549等。